# Broken China
A Broken China a Pink Floyd billentyűsének, Richard Wrightnak a második szólólemeze. Ez a lemez felesége depresszióval szembeni harcának dokumentuma, struktúrájában nagyon hasonlít a Pink Floyd koncept albumaihoz. Két dalban (Reaching for the Rail és Breakthrough) Sinéad O’Connor énekel. Az albumot Wright saját stúdiójában vették fel.

## Dalok
1. "Breaking Water" (Richard Wright/Anthony Moore) – 2:28
2. "Night of a Thousand Furry Toys" (Richard Wright/Anthony Moore) – 4:22
3. "Hidden Fear" (Richard Wright/Gerry Gordon) – 3:28
4. "Runaway" (Anthony Moore) – 4:00
5. "Unfair Ground" (Richard Wright) – 2:21
6. "Satellite" (Richard Wright) – 4:06
7. "Woman of Custom" (Richard Wright) – 3:44
8. "Interlude" (Anthony Moore) – 1:16
9. "Black Cloud" (Rick Wright) – 3:19
10. "Far from the Harbour Wall" – 6:19
11. "Drowning" (Richard Wright) – 1:38
12. "Reaching for the Rail" – 6:30
13. "Blue Room in Venice" (Richard Wright/Gerry Gordon) – 2:47
14. "Sweet July" (Richard Wright) – 4:13
15. "Along the Shoreline" (Richard Wright/Anthony Moore) – 4:36
16. "Breakthrough" (Richard Wright/Anthony Moore) – 4:19

## Közreműködők
- Richard Wright: billentyűsök, zongora, programozás, szintetizátor, ének
- Tim Renwick: gitár
- Dominic Miller: gitár
- Steven Bolton: gitár
- Pino Palladino: basszusgitár
- Manu Katché: dob, ütős hangszerek
- Sian Bell: cselló
- Kate St. John: oboa, English Horn, Cor Anglais
- Maz Palladino: háttérének
- Sinéad O’Connor: ének
- Jason Reddy: számítógép
- Anthony Moore: rendezés